# 41742 Wongkakui
41742 Wongkakui è un asteroide della fascia principale. Scoperto nel 2000, presenta un'orbita caratterizzata da un semiasse maggiore pari a 2,4114312 UA e da un'eccentricità di 0,0783669, inclinata di 2,23280° rispetto all'eclittica.